# Ischnopteris pallidicosta
Ischnopteris pallidicosta är en fjärilsart som beskrevs av William Schaus. Ischnopteris pallidicosta ingår i släktet Ischnopteris och familjen mätare. Inga underarter finns listade i Catalogue of Life.